# Drago Jančar

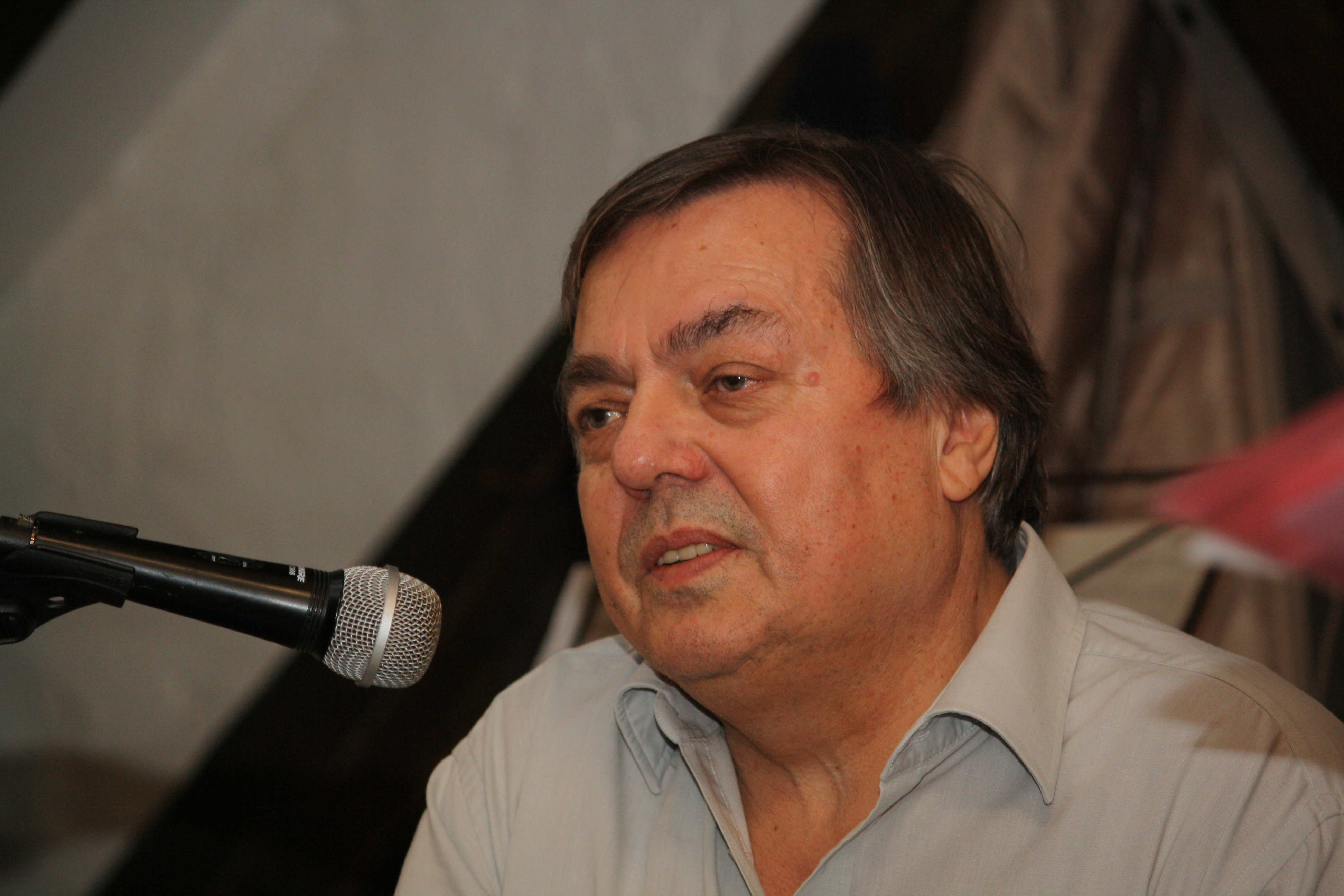
Drago Jančar (2010)

Drago Jančar, född 1948 i Maribor, är en slovensk romanförfattare, novellist, essäist och dramatiker. Han är också känd för sina politiska kommentarer och sitt engagemang i det slovenska samhället. Han bor i Ljubljana. 
Jančar började skriva redan som tonåring. Hans första korta romaner publicerades av tidningen Mladina. Jančar studerade juridik. Han blev chefredaktör för studenttidningen Katedra. Han kom dock i konflikt med det styrande kommunistiska partiet då han hade publicerat kritiska artiklar om partiet. Det ledde till att han blev tvungen att lämna tidningen. Snart därefter fick han arbete som assistent vid Maribors dagstidning Večer. År 1974 anklagades han för att ha spritt fientlig propaganda och arresterades av de jugoslaviska myndigheterna. Han blev dömd till ett års fängelse men släpptes redan efter 3 månader. Han blev då direkt skickad till att göra militärtjänstgöring i södra Serbien. Där trakasserades han systematiskt av sina överordnade. Efter sin militärtjänstgöring flyttade han till Ljubljana. Här kom han bland annat i kontakt med inflytelserika konstnärer som liksom Jančar var kritiska till det kommunistiska styret. Många av Jančars tidiga verk blev förbjudna och fick inte publiceras. 
I samband med Titos bortgång i slutet av 1970-talet skedde dock en liberalisering som medförde att han kunde arbeta som manusförfattare och dramatiker. I mitten av 1980-talet hade han många framgångar med sina romaner och noveller. Från slutet av 1980-talet började han också bli välkänd utomlands, främst i Centraleuropa. Jančars romaner och korta berättelser finns numera översatta till de flesta europeiska språk och är publicerade både i Europa och USA. Sedan början av 1990-talet har han arbetat som redaktör på Slovenska Maticas förlag i Ljubljana. Mellan år 1987-1991 var han starkt engagerad i demokratiseringen av sitt hemland och var då även ordförande för det slovenska PEN Centret (organisation vars syfte är att främja vänskap och intellektuellt samarbete mellan författare världen över). År 1993 fick han Prešerenpriset, den högsta utmärkelsen för litterära och konstnärliga prestationer i Slovenien. År 1994 vann han också det europeiska priset Short Story Award för bästa korta berättelsen.

## Verk

### Romaner
- Petintrideset stopinj (trettiofem grader, 1974)
- Galjot (Galiot, 1978)
- Severni sij (Northern Lights, 1984)
- Pogled angela (Angel's Gaze)(1992) (Angel's blick) (1992)
- Posmehljivo poželenje (Mocking Desire, 1993)
- Zvenenje v glavi (Ringing in the Head, 1998) (Ringsignal i huvudet, 1998)
- Katarina, pav in jezuit (Katerina, 2000)
- Graditelj (The Builder, 2006)
- Drevo brez imena (trädet utan namn, 2008)
- To noč sem jo videl (Jag såg henne den natten, 2010)

### Drama
- Disident Arnož in njegovi (Dissident Arnož och hans band, 1982)
- Veliki briljantni valček (The Great Brilliant Waltz, 1985)
- Vsi tirani mameluki so hud konec vzeli... (Alla Mameluk tyranner hade ett dåligt slut..., 1986)
- Daedalus (Daedalus, 1988) Daidalos (Daidalos, 1988)
- Klementov padec (Klement's Fall, 1988)
- Zalezujoč Godota (Efter Godot, 1988)
- Halštat (Hallstatt, 1994)
- Severni sij (Northern Lights, 2005)
- Niha ura tiha (Den Tysta Oscillerande Klocka, 2007)

### Essäer
- Razbiti vrč (The Broken Jug, 1992)
- Egiptovski lonci mesa (Egyptiska Grytor av kött, 1994)
- Brioni (Brioni, 2002)
- Duša Evrope (Europas själ, 2006)